# Kufungisisa
Kufungisisa é uma síndrome cultural prevalente no Zimbabué, semelhante a transtornos de ansiedade e depressão.
Entre os shona, que constituem grande parte da população do Zimbábue, kufungisisa é caracterizado por pensar demais ou pensar demais numa situação. Existe uma crença generalizada de que tal comportamento não só contribui para doenças mentais, mas também causa desconforto físico.
Kufungisisa não está listada no Manual Diagnóstico e Estatístico de Transtornos Mentais (DSM).

## Origem
Não é claro quando o termo Kunfungisisa apareceu pela primeira vez, mas a sua tradução é "pensar demais".
O conceito de "pensar demais" tem raízes culturais e históricas significativas na África Subsaariana, particularmente na língua shona, no Zimbábue. Desde meados da década de 1990, a expressão é usada por pessoas em todo o mundo para comunicar angústia.
Uma das primeiras referências à expressão “pensar demais” na África Subsaariana pode ser encontrada na pesquisa de Peltzer (1989) no Malawi sobre a desordem espiritual da vimbuza. A pesquisa feita por Patel sobre o idioma shona de kufungisisa, publicada em 1995, representa uma das primeiras análises aprofundadas do idioma como causa e sintoma de doença mental e sofrimento.

## Sintomas
Kufungisisa apresenta sintomas semelhantes aos da depressão e da ansiedade. Os indivíduos afetados muitas vezes encontram-se num estado emocional mau.
Psicologicamente, podem sentir fadiga persistente, tristeza, esquecimento, e apatia. Os sintomas adicionais incluem tristeza, stresse crónico ou esgotamento, baixa autoestima, solidão, aumento da irritabilidade, e uma sensação de não ser você mesmo. Agitação e desatenção também são muito comuns. Em casos mais graves, os sintomas podem se expandir para pensamentos suicidas, alucinações, abuso de substâncias, e psicose.
Fisicamente, os indivíduos com kufungisisa frequentemente relatam dores no corpo, dores, dores de cabeça, insónia, úlceras estomacais, e perda de peso não intencional.

## Implicações culturais
No Zimbabué, kufungisisa significa “pensar demasiado” em shona e é considerado um aspeto fundamental da doença mental, com 80% dos zimbabuanos com doenças mentais comuns a sofrerem desta doença. Este conceito de “pensar demais” como uma experiência-chave de diferentes doenças mentais foi observado em vários outros países ao redor do mundo, como Uganda, Tanzânia, Austrália (“kulini-kulini”), Nepal, Nicarágua (“pensando much”), Camboja, e Haiti (“kalkile twop”). Kufungisisa é uma expressão idiomática que frequentemente sugere problemas interpessoais e sociais e pode-se manifestar como uma série de doenças físicas e mentais, como sentimentos de ruminação negativa, dor, irritabilidade, depressão e ansiedade.
O termo kufungisisa descreve tanto as causas quanto os sintomas de uma doença e pode abranger aflições de natureza mental, espiritual e social. Embora o termo esteja associado a construções biomédicas de doenças mentais não psicóticas, não é simplesmente um termo equivalente para ansiedade ou depressão. Em ambientes psiquiátricos, tem sido referida como uma doença mental neurótica não específica, enquanto a descrição básica é simplesmente “sentir-se stressado”. O uso aumentado de kufungisisa pode ajudar na aceitação e conscientização da condição.
Os sintomas de doenças como ansiedade e depressão podem ser comummente compreendidos no Zimbábue usando termos como kufungisisa ('pensar demais'), kusuwisisa ('tristeza profunda') e moyo unorwadza ('coração dolorido'). Estes termos culturais têm sido usados desde meados da década de 1990 para promover investigações na compreensão das experiências de indivíduos com transtornos mentais comuns.

### Impacto nas comunidades femininas
Kufungisisa também se costuma apresentar em comunidades femininas no Zimbábue. A presença de pobreza e estruturas patriarcais no Zimbábue pode exercer pressão significativa sobre as mulheres nessas comunidades, o que pode resultar no desenvolvimento de transtornos mentais ou kufungisisa. Num estudo realizado na área rural do distrito de Shurugwi, no Zimbabué, verificou-se que a convergência da pobreza e do patriarcado é onde as mulheres tendem a experimentar kufungisisa. Embora as mulheres nas áreas rurais do Zimbábue não sejam mais fisicamente restringidas pelo domínio colonial, elas ainda estão confinadas às suas áreas comunitárias devido aos costumes culturais e às leis que mantêm o patriarcado como um sistema de dominação dentro da comunidade. Estas restrições e práticas ajudam a moldar a experiência ou o desenvolvimento de kufungisisa das mulheres, pois elas têm pouco controlo sobre a sua casa e os seus recursos, mesmo quando os seus maridos estão frequentemente ausentes. Os participantes descreveram este sistema patriarcal como um obstáculo à sua capacidade de desempenhar um papel no fornecimento de alimentos para a família.

### Significado clínico
Embora expressões e frases semelhantes possam ser encontradas ao redor do mundo para descrever o conceito geral de pensar demais, ainda existem diferenças notáveis na escala do que as pessoas vivenciam, bem como nas diferentes nuances culturais presentes em diferentes países e comunidades. Agrupar termos como kufungisisa sob o termo genérico de “pensar demais” pode significar que as diferentes nuances culturais desses termos perdem-se. Entender as implicações culturais da kufungisisa pode ser essencial para que os médicos entendam a extensão do que os indivíduos estão a vivenciar e, portanto, sejam capazes de fornecer a eles cuidados e tratamentos culturalmente informados. As nuances culturais do kufungisisa são relevantes para compreender como as culturas e comunidades lidam com a doença mental em termos de apoio e gestão.

## Doenças relacionadas
Kufungisisa compartilha muitos sintomas com transtornos mentais comuns, nomeadamente transtornos de ansiedade e depressão. A crença de que fatores sobrenaturais causaram os sintomas também está intimamente ligada à depressão.
Em países de baixa e médio rendimento, transtornos mentais comuns estão frequentemente associados a diagnósticos de doenças crónicas, como HIV/SIDA e diabetes. A má saúde mental também prevê uma progressão mais rápida do HIV, uma vez que as perturbações mentais comuns, especialmente a depressão, dificultam a adesão aos esquemas regulares de medicação, como os necessários no tratamento do VIH.
Formas graves de transtornos mentais comuns, como TEPT, entre pessoas a viver com HIV e com histórico de trauma também são chamadas de “kufungisisa kwe njodzi”, que significa “pensar demais devido ao trauma”. Njodzi é visto como a causa destes problemas de saúde mental e como estando ligada ao estigma contínuo devido ao seu diagnóstico de VIH. Num estudo transversal realizado no Zimbabué com pessoas que vivem com VIH, 45% apresentaram sintomas de TEPT. Geralmente, a presença de sintomas de TEPT, por exemplo, intrusão e hiperexcitação, são frequentemente reconhecidos, mas tratados como uma forma grave de kufungisisa.
Em pessoas com HIV, a kufungisisa também foi associada ao abuso de substâncias como mecanismo de enfrentamento.